# ماهور (دستگاه موسیقی)
ماهور یکی از دستگاه‌های موسیقی سنتی ایرانی است. این دستگاه از نظر فواصل با گام بزرگ (ماژور) در موسیقی غربی شباهت دارد و مانند آن از نظر حسی شاد دانسته می‌شود؛ در نتیجه، قطعات شاد بسیاری در این دستگاه وجود دارند.
در مورد ریشهٔ دستگاه ماهور و نامش نظریات مختلفی مطرح است که از یکسو آن را به موسیقی باستان ایران یا هند و از سوی دیگر به مقام‌های موسیقی قدیم ایران به‌خصوص مقام عشاق نسبت می‌دهند. اگرچه، بیشتر موسیقی‌دانان معاصر دستگاه شور را مهم‌ترین دستگاه می‌دانند اما برخی نیز ماهور را مهم‌ترین می‌دانند؛ چنان‌که آموزش ردیف موسیقی نیز اغلب از دستگاه ماهور آغاز می‌شود. از همین رو، در حالی که بین متخصصان در خصوص گام ماهور توافق وجود دارد و آن را مطابق بر گام بزرگ غربی می‌دانند اما برخی از آن‌ها یک گام ماهور «اصیل» را توصیف می‌کنند که فواصل متفاوتی داشته و اینک منسوخ شده‌است. در موسیقی عربی نیز ردپای ماهور را می‌توان به عنوان یکی از مشتقات مقام راست پیدا کرد. مقام ماهور در موسیقی عربی متشکل از دو جنس دانسته می‌شود که یکی راست و دیگری عجم نام دارد و جنس عجم در قرائت قرآن نیز به کار گرفته می‌شود.
در ردیف موسیقی ایرانی برای دستگاه ماهور گوشه‌های فراوانی ذکر شده‌است که برخی از مهم‌ترین آن‌ها عبارتند از: داد، خسروانی، دلکش، شکسته، عراق و نهیب که دو مورد آخر در اوج دستگاه اجرا می‌شوند. در پایان اجرای ماهور نیز گوشه‌های راک (نظیر راک هندی یا راک کشمیر) اجرا می‌شوند و سپس اجرای دستگاه با یک چهارمضراب و یک رنگ به پایان می‌رسد.
برخی از گوشه‌های ماهور زمینهٔ پرده‌گردانی به دستگاه‌های دیگر (از جمله دستگاه شور، آوازهای افشاری و بیات اصفهان و دستگاه همایون) را فراهم می‌آورند. همچنین، فواصل درجات دانگ نخست دستگاه راست‌پنج‌گاه با ماهور یکسان است و تفاوت این دو از روی ملودی‌هایی که در هریک مرسوم است، شناخته می‌شود. نمونه‌های بسیاری از دستگاه ماهور در تاریخ موسیقی ایران وجود داشته‌است که تصنیف‌های «سپیده» و «مرغ سحر» و آلبوم‌های سرو چمان و یادگار دوست از آن جمله‌اند.

## تاریخچه و نام

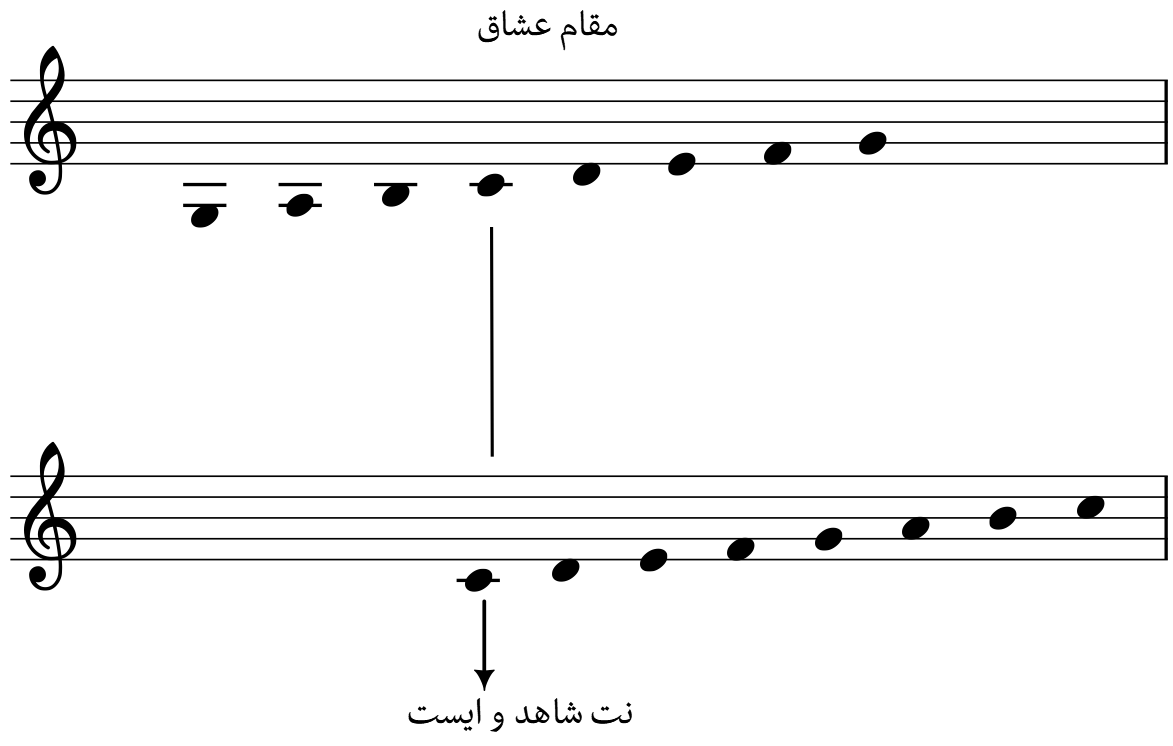
مقایسهٔ درجات مقام عشاقِ سل (بالا) و ماهورِ دو (پایین)

در مورد ریشهٔ نام «ماهور» دو نظریه مطرح شده‌است: یکی آنکه ایرانیان باستان در نیایش‌های خود از نغمه‌ای به نام «ماخور» استفاده می‌کردند و این واژه به مرور زمان به ماهور تغییر یافته‌است و دیگر آن که این نام به قبیله‌ای در هند به نام «ماهوری‌ها» بر می‌گردد که قدمتی در حدود سه هزار سال دارد. در موسیقی قدیم ایران برای مقام نوا دو شعبه تعریف می‌شد که یکی از آن‌ها ماهور نام داشت اما مقام نوا و شعبه‌هایش از نظر درجات با آنچه امروز دستگاه ماهور نام دارد، مطابقت ندارند و نمی‌توان دستگاه ماهور را با آن‌ها مرتبط دانست. در مقابل، مقام عشاق اولین مقام از دوازده مقام اصلی است و فواصل آن با دستگاه ماهور منطبق است (اگرچه، نت پایهٔ عشاق و ماهور یکی نیست)؛ از همین رو، فرهاد فخرالدینی معتقد است که بهتر است ماهور را اولین دستگاه یا مقام بدانیم. این احتمال وجود دارد که به‌کارگیری نام ماهور به جای عشاق قدمی در راستای حذف واژگان عربی و ترویج واژگان فارسی در زمان شکل‌گیری ردیف موسیقی ایرانی بوده باشد.
از آنجا که درجات دستگاه ماهور به شکلی که امروزه مرسوم است، با درجات گام ماژور (گام بزرگ) در موسیقی غربی منطبق هستند، برخی نام ماهور را برگرفته از یا مرتبط با واژهٔ ماژور می‌دانند اما بررسی ریشه‌شناسی این واژه چنین ارتباطی را مردود می‌کند. لفظ «ماهور» در چند جای دیگر نیز در موسیقی قدیم به کار رفته‌است. «ماهورک» نام یکی از گوشه‌ها در شعبهٔ زابل بوده‌است. «ماهوری» نیز یکی از سی و دو مقامی بوده که علی جرجانی تعریف کرده‌است. دست آخر آن که در موسیقی آذربایجان از دستگاه «ماهور هندی» نام برده می‌شود که شامل این شعبه‌هاست: ماهور هندی، عشاق، مبرقع، عشیران، شکستهٔ فارس، عراق، کابلی، هراتی.
اگرچه، بیشتر موسیقی‌دانان معاصر دستگاه شور را مهم‌ترین دستگاه موسیقی ایرانی می‌دانند و به آن «مادر همهٔ دستگاه‌ها» می‌گویند اما دستگاه ماهور نیز توسط برخی (از جمله علینقی وزیری) دارای بیشترین اهمیت دانسته شده‌است. همچنین، آموزش ردیف نیز معمولاً با دستگاه ماهور آغاز می‌شود.

## ساختار
چنانکه پیشتر ذکر شد، درجات گام ماهور به شکلی که امروزه متداول است، کاملاً بر گام بزرگ (گام ماژور) در موسیقی غربی منطبق است.

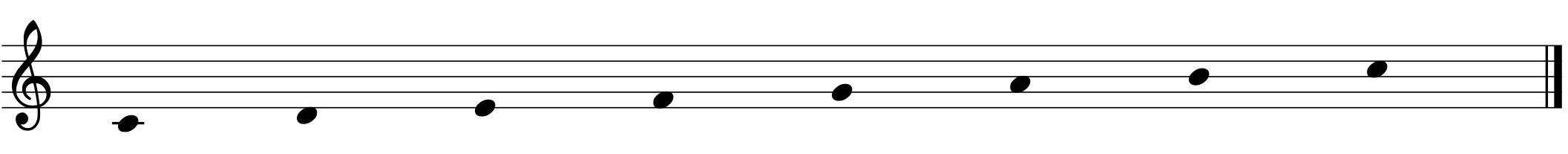
درجات دستگاه ماهور برپایهٔ نت دو

با این حال، مطابقت دادن دستگاه ماهور با گام ماژور غربی پدیده‌ای جدید دانسته شده و به علینقی وزیری نسبت داده می‌شود. برخی ردیف‌شناسان معتقدند که دستگاه ماهور پیشتر به شکلی دیگر رواج داشته و از آن با لفظ «ماهور قدیم» یاد می‌کنند. از جمله محمدرضا لطفی معتقد است که نت زیرپایه نیم‌پرده بَم‌تر بوده‌است؛ مثلاً در ماهورِ دو به جای «سی» در اصل به صورت «سی بمل» بوده. یک وجه تفاوت ماهور و راست‌پنج‌گاه در قدیم نیز همین بوده که نت زیرپایه در راست‌پنج‌گاه نیم‌پرده بالاتر از ماهور بوده‌است اما در زمانی که ردیف موسیقی ایرانی توسط میرزاعبدالله تدوین می‌شده، این ظرافت‌ها از بین رفته‌است. وی همچنین استدلال می‌کند که در ردیف دستگاه ماهور، از درآمد تا گوشهٔ دلکش، هیچ‌کجا از نت محسوس (در این‌جا، سی بکار) استفاده نمی‌شود و نیز این که دستگاه‌ها اصولاً هر دو دانگشان یک فاصلهٔ چهارم درست را پوشش می‌دهند و استفاده از سی بکار باعث می‌شود که دانگ دوم ماهور تبدیل به چهارم افزوده شود؛ در حالی که استفاده از سی بمل این مشکل را رفع می‌کند.

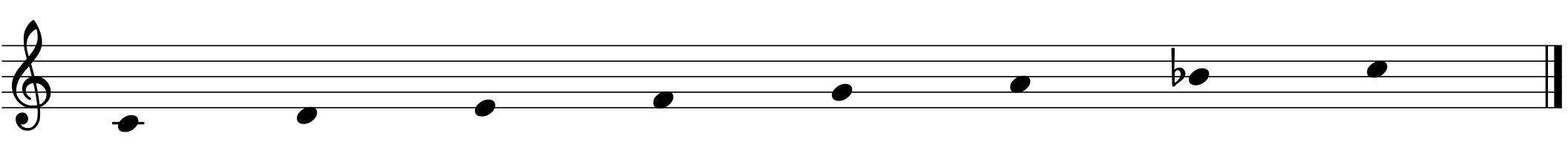
درجات اصیل ماهور بر اساس نظریهٔ محمدرضا لطفی

از سوی دیگر، فرهاد فخرالدینی با استناد به جامع الالحان توضیح می‌دهد که ماهور در اصل یکی از شعبات بیست‌وچهارگانه بوده‌است و ساختارش متشکل بوده از دو دانگ که دانگ اول مطابق با مقام عشاق بوده (پرده - پرده - نیم‌پرده) و دانگ دوم مطابق با مقام راست (پرده - سه ربع پرده - پرده) و بین این دو یک پرده فاصله بوده‌است.

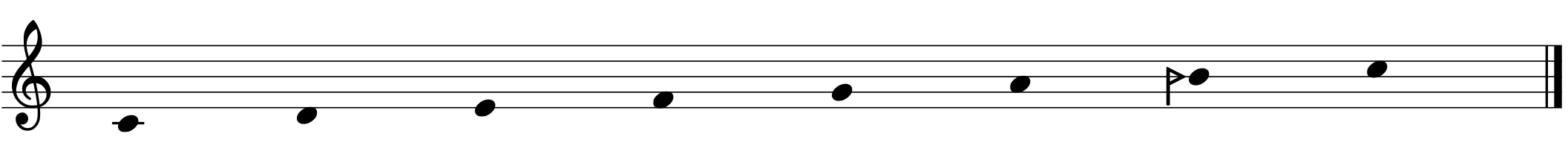
درجات اصیل ماهور بر اساس نظریهٔ فرهاد فخرالدینی

در اجرای ماهور توسط سه‌تار، دو کوک ممکن است به کار برود: حالت اول آن است که ساز به صورتی که برای نواختن چهارگاه متداول است کوک می‌شود (دو - سل - دو - دو) و ماهور برپایهٔ نت دو و از بالای دستهٔ ساز نواخته می‌شود؛ به این نوع، ماهورِ «چپ‌کوک» یا ماهورِ «بالادسته» گفته می‌شود و اختراع آن به آقا حسینقلی نسبت داده می‌شود. حالت دوم که روش قدیمی‌تر است، اجرای ماهور برپایهٔ نت فا و از میان دستهٔ ساز است که به آن ماهور «راست‌کوک» گفته می‌شود.

## تحلیل ردیف
در ردیف موسیقی ایرانی، ماهور یکی از گسترده‌ترین مجموعهٔ گوشه‌ها را دارد که در آن برخی گوشه‌ها همنام با دستگاه‌های دیگر هستند؛ اگرچه، با هم یکسان نیستند و برخی ملودی‌های یکسان در جاهای مختلف به عنوان گوشه‌هایی مختلف با نام‌های مختلف شناخته می‌شوند.
افزون بر لفظ «درآمد» که در تمام دستگاه‌ها برای گوشه‌های آغازین استفاده می‌شود، در ردیف‌های مختلف دستگاه ماهور از لفظ «مقدمه» هم برای مجموعه‌ای که شامل گوشه‌های درآمد می‌شود، استفاده شده‌است. با این حال، مقدمه در توصیف گوشه‌هایی به جز درآمدها هم به کار رفته‌است؛ مثلاً، نورعلی برومند گوشه‌ای که پیش از آغاز گوشهٔ داد به کار رفته را با نام «مقدمهٔ داد» توصیف می‌کند. این گوناگونی در نامگذاری گوشه‌ها محدود به مقدمه نیست؛ برای مثال، در ردیف برومند یک ملودی مشابه بار اول با نام چهارپاره و بار دوم با نام مرادخانی در دو قسمت مختلف از ردیف ماهور آمده‌است. در مقابل، برخی گوشه‌های مشابه نام‌هایشان متفاوت اما مرتبط است؛ مثل راک هندی، راک کشمیر و راک عبدالله که همگی از یک خانواده هستند.
یکی از ویژگی‌هایی که دستگاه ماهور را از گام بزرگ در موسیقی غربی متمایز می‌کند، توجه ویژه‌ای است که در دستگاه ماهور به درجهٔ دوم معطوف می‌شود. در موسیقی غربی نت روپایه جزء نت‌های متوسط دانسته می‌شود و توقف زیادی روی آن صورت نمی‌گیرد اما در دستگاه ماهور مدتی روی این نت توقف می‌شود و سپس موسیقی به درجات بالاتر می‌رود.

### رابطه با دیگر دستگاه‌ها
دستگاه ماهور چند گوشه را با دستگاه‌های دیگر شریک است؛ از جمله با راست‌پنجگاه و نوا. دست کم، در برخی از ردیف‌های موسیقی، گوشهٔ اصفهانک در هر سهٔ این دستگاه‌ها آمده‌است. از نظر مد، دستگاه‌های ماهور و راست‌پنجگاه به هم شباهت دارند اما ساختار ملودیک این دو دستگاه است که آن‌ها را از هم متمایز می‌کند.
گوشه‌های دلکش و شکسته هر دو با گام پایهٔ ماهور تفاوت‌هایی دارند که باعث می‌شود زمینهٔ پرده‌گردانی به دستگاه‌های دیگر را فراهم کنند. گوشه‌های خانوادهٔ راک نیز همین ویژگی را دارند. یک ویژگی دستگاه ماهور (در مقایسه با دستگاه‌های دیگر نظیر چهارگاه و شور) آن است که این گوشه‌ها قسمت اصلی اجرای ماهور هستند؛ به بیان دیگر، پرده‌گردانی جزئی اساسی از اجرای دستگاه ماهور است. وضعیتی کمابیش مشابه این در دستگاه شور هم وجود دارد؛ این دستگاه که معمولاً در آن پرده‌گردانی (به دستگاه‌های دیگر) رخ نمی‌دهد، گوشه‌هایی نظیر قرچه و شهناز دارد که در شور وسط (بالاتر از درآمد شور) اجرا می‌شوند و به نوعی زمینه‌ساز پرده‌گردانی درون دستگاه شور هستند. گوشهٔ دلکش در دستگاه ماهور از نظر فواصل با دستگاه شور مطابقت دارد و گوشهٔ شکسته نیز با فواصل افشاری مطابقت دارد. گوشه‌های عراق و راک هم در افشاری و نوا وجود دارند و به کمک آن‌ها می‌توان به بیات اصفهان و همایون نیز رفت.
لذا در مجموع، شش پرده‌گردانی در ماهور می‌تواند رخ بدهد که این‌ها از طریق گوشه‌های دلکش، حصار، شکسته، عراق، گوشه‌های راک، و صوفی‌نامه رخ می‌دهند. از این میان، دلکش به مایهٔ شور ورود می‌کند، حصار فضای موسیقی را به ماهور جدیدی که در فاصلهٔ چهارم بالاتر واقع است منتقل می‌کند، شکسته به مایهٔ افشاری می‌رود، و صوفی‌نامه در واقع پرده‌گردانی به فضای بیات اصفهان است.

## گوشه‌ها

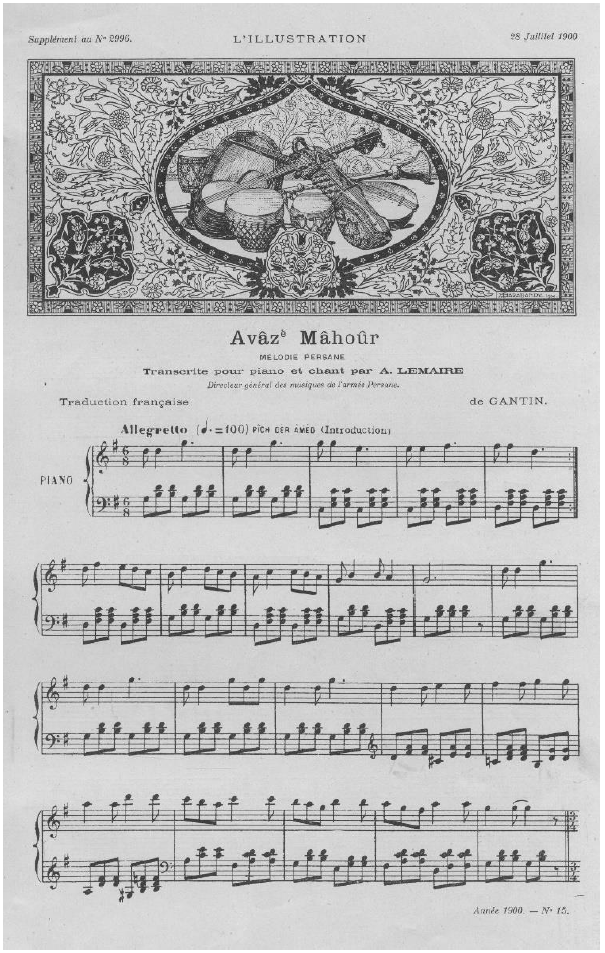
نت قطعهٔ «آواز ماهور» ساختهٔ آلفرد ژان باتیست لومر

مقایسهٔ ردیف‌های مختلف نشان می‌دهد که بیست گوشه در تمام این ردیف‌ها برای دستگاه ماهور ذکر شده‌اند. دو گوشهٔ اول (درآمد و داد) همیشه به همین ترتیب آمده‌اند و هشت گوشهٔ آخر (نهیب، عراق، محیر، آشوب آوند، حزین، صفیرِ راک، راک عبدالله و ساقی‌نامه) نیز تقریباً همیشه با همین ترتیب آمده‌اند. ده گوشهٔ میانی ترتیبشان بین ردیف‌های مختلف فرق می‌کند و عبارتند از: دلکش، خاوران، طوسی، آذربایجانی، فِیلی، زیرافکند، ماهور صغیر، حصار ماهور، نیریز و شکسته.
بین ردیف‌های مختلف گاهی تناقضاتی در نامگذاری گوشه‌ها نیز دیده می‌شود؛ مثلاً، گوشهٔ مرادخانی در ردیف نورعلی برومند شباهتی با گوشه‌ای به همین نام در ردیف محمود کریمی ندارد. این گوشه در ردیف برومند، شباهت زیادی با گوشهٔ نصیرخانی در ردیف کریمی دارد که نشان می‌دهد احتمالاً زمانی نام این گوشه تغییر یافته‌است.
تحقیقات برونو نتل نشان داده که اصلی‌ترین گوشه‌های ماهور (به معنای گوشه‌هایی که در بیشتر اجراها یافت می‌شوند) عبارتند از: درآمد، دلکش، شکسته، داد، خسروانی، چهارپاره و راک. از همین رو، او سه گوشهٔ درآمد، دلکش و شکسته را «قلب دستگاه ماهور» می‌نامد. نتل و همکارانش همچنین این نکته که گوشه‌های ابتدای ردیف ماهور نام‌هایی با معانی مثبت دارند (مثل مجلس‌افروز و طرب‌انگیز) و گوشه‌های پایینی ردیف ماهور نام‌هایی با معانی منفی دارند (مثل کُشته، حَربی و شهرآشوب) را نیز حائز اهمیت دانسته‌اند.
به عقیدهٔ محمدرضا لطفی تا پیش از تدوین ردیف موسیقی ایرانی توسط میرزاعبدالله، دستگاه ماهور نه با درآمد که با گوشهٔ گشایش و داد آغاز می‌شده و بعداً به نت پایهٔ درآمد برمی‌گشته‌است؛ او این روش را در ردیف آذربایجان و شیراز و تصنیف‌های قدیمی نیز پیدا کرده‌است. او همچنین گوشه‌های مختلف ماهور را بر اساس درجات مختلف گام ماهور چنین طبقه‌بندی می‌کند:
1. درجهٔ اول: درآمد
2. درجهٔ دوم: داد
3. درجهٔ سوم: اشاره به آواز دشتی (این دست گوشه‌ها هنوز بین نوازندگان دوره‌گرد و ردیف‌هایی که از اصفهان و شیراز ریشه گرفته‌اند رایج است)
4. درجهٔ چهارم: حصار؛ ضمناً، از درجهٔ چهارم، ماهور جدیدی (بر پایهٔ درجهٔ چهارم ماهور اصلی) ایجاد می‌شود که عبدالقادر مراغه‌ای توصیه کرده اجرا نشود
5. درجهٔ پنجم: فیلی، خوارزمی (از ردیف آقا حسینقلی)، و نیز مجلس‌افروز (که از درجهٔ چهارم شروع شده اما روی درجهٔ پنجم تأکید می‌کند)
6. درجهٔ ششم: خاوران، طرب‌انگیز
7. درجهٔ هفتم: نیشابورک (لطفی این درجه را در ماهورِ دو، نت سی بمل در نظر می‌گیرد و آن را شروع «حصار دوم ماهور» می‌نامد که عبدالقادر مراغه‌ای اجرای آن را نیز نهی کرده‌است)
8. درجهٔ هشتم: عراق (با تغییر می به می بمل)

### فهرست گوشه‌ها
منابع مختلف گوشه‌های زیر را برای دستگاه ماهور برشمرده‌اند:
- درآمد
- گشایش
- مقدمه داد
- داد
- مجلس‌افروز
- خسروانی
- دلکش
- خاوران
- طرب‌انگیز
- نیشابورک
- طوسی (یا نصیرخانی)
- مرادخانی
- فِیلی
- ماهور صغیر
- آذربایجانی
- حصارِ ماهور (یا ابول)
- زیرافکند
- نِیریز
- شکسته
- عراق
- نهیب
- مُحَیِّر
- آشور آوند
- اصفهانک
- حزین
- کرشمه
- زنگوله
- راک هندی
- راک کشمیر
- راک عبدالله
- کرشمهٔ راک
- صَفیرِ راک
- رنگ حربی
- رنگ یکچو
- رنگ شَلَخو
- رنگ شهرآشوب
- مثنوی
- حَربی
- ساقی‌نامه، کشته و صوفی‌نامه

### مشخصات گوشه‌ها
از آنجا که دستگاه ماهور گوشه‌های بسیار و متنوعی دارد، نقش فرود در این دستگاه بسیار مهم است. در فرود ماهور، درجه‌های دوم و سوم ماهور مورد تأکید قرار می‌گیرند و بازگشت به نت پایه معمولاً از پایین (از سمت بم‌تر) صورت می‌پذیرد.
درآمدها
در اجرای دستگاه ماهور معمولاً یک «مقدمه» اجرا می‌شود و پس از آن چند درآمد مختلف اجرا می‌شوند که اجرایشان معمولاً ضربی است (متر مشخص دارد). در مقدمه به دانگ پیش از نت پایه (درجه‌های بمتر از نت پایه) توجه می‌شود، اما در درآمدها توجه به دانگ اول ماهور بر می‌گردد و درجهٔ دوم به عنوان نت شاهد به کار می‌رود. گاهی، درجهٔ چهارم به عنوان نت آغاز به کار می‌رود. نت‌ها در درآمد به صورت تغزلی اجرا می‌شوند و جهش‌های بزرگتر از سوم بزرگ نادر هستند.
داد
در گوشهٔ داد، به دانگ پیش از نت پایه ورود نمی‌شود و تمام ملودی در دانگ اول ماهور اجرا می‌شود. گسترهٔ آن معمولاً محدود به درجات دوم تا چهارم ماهور است. درجهٔ پنجم گاهی اجرا می‌شود اما درجات بالاتر مرسوم نیستند. درجهٔ دوم ماهور نت شاهد این گوشه و درجهٔ چهارم نت آغاز آن است.
مجلس‌افروز
این گوشه در همان مد گوشهٔ داد اجرا می‌شود و وجه مشخصش ضرب‌آهنگ آن است که بر وزن «تَنْ تَنَ» اجرا می‌شود که در نت‌نویسی امروزی در میزان 2
4 نوشته می‌شود. نام این گوشه از یکی از مقام‌های قدیم ایران گرفته شده که در حال حاضر تنها چیزی که از آن می‌دانیم فاصلهٔ درجات آن است (که با گوشهٔ مجلس‌افروز در ماهور متفاوت است). در ردیف موسی معروفی گوشه‌ای به نام خوارزمی وجود دارد که با همین ریتم و در محدودهٔ گوشهٔ داد نواخته می‌شود.
خسروانی
گسترهٔ صوتی این گوشه مانند گوشهٔ داد است اما نت آغاز به درجهٔ پنجم ماهور تغییر می‌کند و درجهٔ دوم ماهور هم از کانون توجه خارج می‌شود و نت شاهد این گوشه نیست. این گوشه در بیات ترک هم اجرا می‌شود و از آنجا که فواصل ماهور و بیات ترک در حوزهٔ این گوشه با هم منطبقند، اجرای آن در هر دو دستگاه می‌تواند مشابه باشد و تفاوت آن‌ها (و روش تشخیص دستگاهی که خسروانی در آن اجرا می‌شود) با توجه به «فرود» پس از این گوشه قابل تشخیص است. خسروانی معمولاً یک گوشهٔ سازی (غیر آوازی) است.
طوسی
گوشهٔ طوسی از نظر مشخصات کلی شبیه به خسروانی است؛ با این تفاوت که در این گوشه درجهٔ ششم ماهور نیز کم‌وبیش شنیده می‌شود. به این ترتیب، گوشهٔ طوسی مسیر حرکت به سمت اوج دستگاه را ادامه می‌دهد. به این گوشه «نصیرخانی» نیز نام داده می‌شود. گوشهٔ نصیرخانی معمولاً با ضرب‌آهنگ هفت‌ضربی اجرا می‌شود که معمولاً به صورت  4+3
4 است (یعنی در این ریتمِ ترکیبی، بخش چهارضربی بر بخش سه‌ضربی مقدم است).
آذربایجانی
گسترهٔ صوتی این گوشه، دانگ اول ماهور است و از این رو منطقی به نظر می‌رسد که بلافاصله پس از درآمد اجرا شود اما در عمل این گوشه پس از گوشهٔ طوسی اجرا می‌شود که این امر باعث دور شدن از اوج دستگاه می‌شود. این گوشه استثنائی بر این قاعده دانسته می‌شود که حرکت گوشه‌ها در اجرای ردیف همیشه از درآمد به سمت اوج است.
فِیلی
در گوشهٔ فیلی درجهٔ پنجم ماهور تبدیل به نت شاهد می‌شود و جهشی از درجهٔ سوم به درجهٔ پنجم (به اندازهٔ یک فاصلهٔ سوم کوچک)، وجه مشخصهٔ این گوشه است. از نظر ملودی، گوشه‌های فیلی و آذربایجانی به هم شبیه هستند؛ با این تفاوت مهم که گوشهٔ فیلی به سمت درجهٔ پنجم صعود می‌کند و در همان‌جا متمرکز می‌ماند. نت ایست این گوشه، درجهٔ اول ماهور است. در ردیف موسی معروفی نت خاتمهٔ آن درجهٔ چهارم ماهور است.
ابول
در این گوشه فضای صوتی به فاصلهٔ درجات چهارم و هفتم ماهور منتقل می‌شود و درجهٔ چهارم نقش یک نت ایست را ایفا می‌کند. از آنجا که فاصلهٔ درجات چهارم تا هفتم ماهور، مثل فاصلهٔ درجات اول تا چهارم برابر با چهارم درست است، می‌توان گفت که گوشهٔ ابول باعث می‌شود که به یک ماهورِ جدید که مبتنی بر درجهٔ چهارم ماهور اصلی است، پرده‌گردانی رخ دهد. از همین رو، درجهٔ چهارم ماهور اصلی، نت شاهد و نت آغاز گوشهٔ ابول نیز هست. گوشهٔ ابول ملودی شاخصی ندارد و اجرای گوشه‌های ریتمیک نظیر گوشهٔ زنگوله یا نغمه در فضای صوتی ابول مرسوم است. در انتهای اجرای گوشهٔ ابول، فرودی به محور اصلی ماهور صورت می‌گیرد و پرده‌گردانی قبلی خنثی می‌شود.
به این گوشه «حصارِ ماهور» نیز نام می‌دهند. یکی دیگر از گوشه‌هایی که پس از ابول اجرا می‌شود، گوشهٔ زیرافکند است (که تنها نامش با مقام زیرافکند مشترک است). در این گوشه یک الگوی ملودی به دفعات تکرار می‌شود و هر بار یک درجه بمتر اجرا می‌شود؛ این نوع تقلیدِ پایین‌رونده در موسیقی ایرانی «کمتر» نامیده می‌شود (مثلاً گفته می‌شود که در بار دوم، ملودی یک درجه «کمتر زده شد»).
به عقیدهٔ برونو نتل نام گوشهٔ ابول ممکن است از نام شخصی گرفته شده باشد یا آن‌که اشاره به منطقه‌ای در حاشیهٔ دریای خزر داشته باشد.
دلکش
گوشهٔ دلکش یکی از مهم‌ترین گوشه‌های دستگاه ماهور است. به مدد استفاده از یک نت متغیر، این گوشه فصل مشترکی بین دستگاه ماهور و شور ایجاد می‌کند. آن نت متغیر، درجهٔ ششم ماهور است که یک ربع پرده بم می‌شود تا دانگ دوم ماهور (درجه‌های پنجم تا هشتم) را بر دانگ اول شور منطبق سازد. درجهٔ پنجم ماهور نت ایست گوشهٔ دلکش است و درجهٔ ششم تغییریافته (که معادل درجهٔ دوم شور است) نت شاهد آن است. برخلاف دستگاه شور، در گوشهٔ دلکش ملودی به دانگ نوساختهٔ شور (با شروع از درجهٔ پنجم ماهور) محدود نیست و مکرراً به دانگ اول ماهور ورود می‌کند و فضای صوتی خاصی را ایجاد می‌کند که مختص گوشهٔ دلکش است. گسترهٔ صوتی این گوشه یک اکتاو کامل است و تحرکات ملودی در آن معمولاً تغزلی است و پرش‌ها معمولاً از فاصلهٔ دوم یا سوم بزرگتر نیستند. پس از اجرای گوشهٔ دلکش معمولاً یک چهارمضراب اجرا می‌شود و مجموع این‌ها یکی از طولانی‌ترین قسمت‌های اجرای دستگاه ماهور را به خود اختصاص می‌دهد.
خاوران
گوشهٔ خاوران را می‌توان یک ماهور جدید دانست که بر درجهٔ چهارم ماهور اصلی ساخته شده‌است. وسعت ملودی آن یک ششم کوچک است. نت آغاز آن درجهٔ ششم ماهور است و گردش ملودی به سمت درجهٔ پنجم ماهور است تا نهایتاً به نت ایست که همان درجهٔ چهارم ماهور است، بازگردد. در این مسیر گاهی درجهٔ پنجم ماهور نیم‌پرده بمتر می‌شود. قطعه‌هایی که در خاوران اجرا می‌شوند، در ابتدا ریتم کرشمه دارند و پس از آن به یک ضرب‌آهنگ دوضربی یا سه‌ضربی دیگر تغییر می‌کنند. پرده‌گردانی به ماهور بالاتر در گوشهٔ ابول نیز وجود دارد و گوشهٔ ابول مفصل‌تر از گوشهٔ خاوران است.
نیریز
نام این گوشه در دستگاه نوا نیز می‌آید اما مختصات آن در این دو دستگاه متفاوت است. در ماهور، گوشهٔ نیریز بر درجهٔ دوم ماهور استوار است و درجهٔ سوم ماهور ربع پرده بمتر می‌شود؛ به این ترتیب، نت ایست آن درجهٔ دوم ماهور و نت شاهدش درجهٔ سوم تغییریافته است. نتی که دو درجه بمتر از نت ایست است، وجه تفاوت نیریز بین ماهور و نواست: در ماهور این نت بکار باقی می‌ماند تا فضای ماهور حفظ شود اما در نوا یک ربع پرده بمتر است. نام این گوشه به شهر نیریز اشاره دارد که در استان فارس و در نزدیکی فسا و شیراز قرار دارد. گوشهٔ نیریز به خاطر تغییر درجهٔ سوم ماهور می‌تواند راه دیگری برای پرده‌گردانی از ماهور به شور و متعلقات آن فراهم کند که این امر در گوشهٔ بعدی (شکسته) بیشتر معمول است.
شکسته
گوشهٔ شکسته زمینهٔ یک پرده‌گردانی دیگر را فراهم می‌کند. در این گوشه درجهٔ سوم ماهور یک ربع پرده بم می‌شود و همین تغییر اندک، فضای صوتی را به افشاری تغییر می‌دهد. این تغییر درجهٔ سوم البته پیشتر در گوشهٔ نیریز هم انجام شده‌است و گوشهٔ شکسته در امتداد گوشهٔ نیریز قرار دارد. تفاوت گوشهٔ شکسته با افشاری آن است که در افشاری درجهٔ ششم افشاری یک نت متغیر است که گاهی ربع پرده بمتر می‌شود اما در شکسته، درجهٔ مشابه هرگز تغییر داده نمی‌شود. دلیل این امر آن است که در افشاری درجهٔ ششم معمولاً به سمت درجهٔ پنجم حل می‌شود و بمتر اجرا شدنش به این سیر ملودی کمک می‌کند؛ حال آنکه در شکسته ملودی تمایل به اوج گرفتن به سمت درجه‌های هفتم و هشتم را دارد.
یکی از تفاوت‌های شکسته با بیشتر گوشه‌های دیگر ماهور در آن است که در شکسته جهش‌های ملودی فراوانند و از آن جمله، جهش نزولی به سمت نت پایه (پنجم درست) یا درجهٔ دوم ماهور (چهارم درست) در این گوشه مرسوم است. وجه مشخصهٔ دیگر گوشهٔ شکسته، صعود نیم‌پرده‌ای از درجهٔ چهارم به درجهٔ پنجم است؛ در حالی که درجهٔ پنجم موقتاً نیم‌پرده بم شده‌است. این کار معمولاً با یک ملودی پایین‌رونده به سمت درجهٔ سوم دنبال می‌شود و این زینت نیم‌پرده‌ای تنها در قالب یک تحریر تریل اجرا می‌شود و گذراست.
در ردیف نورعلی برومند و موسی معروفی گوشهٔ شکسته پس از گوشهٔ دلکش آمده‌است اما در ردیف محمود کریمی و ابوالحسن صبا گوشهٔ شکسته پیش از دلکش آمده‌است.
نهیب
گوشهٔ نهیب که در دستگاه نوا و آواز افشاری نیز وجود دارد، در آن دو همیشه اجرا نمی‌شود اما در اجرای دستگاه ماهور تقریباً همیشه به کار گرفته می‌شود و این مسئله در مورد دو گوشهٔ بعدی، یعنی عراق و آشور نیز، صادق است. این سه گوشه مجموعاً اوج آواز ماهور را تشکیل می‌دهند و از نظر ساختاری با هم شبیه هستند: نت پایهٔ ماهور است؛ فقط در ابتدای گوشه و در زمان فرود به محور اصلی ماهور نواخته می‌شود. درجه‌های دوم تا چهارم ماهور نیز تنها گذرا نواخته می‌شوند. درجهٔ پنجم ماهور نت ایست این گوشه‌ها و درجهٔ هفتم ماهور نت متغیر است که در زمانی که ملودی پایین‌رونده باشد، نیم‌پرده بم می‌شود. درجهٔ هشتم ماهور نت شاهد این گوشه‌هاست و نقطهٔ تمرکز اوج دستگاه است. درجهٔ دهم (که در فاصلهٔ سوم از آن نقطهٔ تمرکز قرار دارد) نیم‌پرده بم می‌شود و بالاترین نتی است که در گوشهٔ نهیب اجرا می‌شود. تمرکز ملودی در این گوشه‌ها بین درجات پنجم تا نهم ماهور است و ملودی عمدتاً حالت تغزلی دارد و از جهش در آن پرهیز می‌شود.
عراق
گوشهٔ عراق در اوج دستگاه ماهور اجرا می‌شود و آواز آن معمولاً با تحریرهای فراوان توأم است و زمینهٔ هنرنمایی آوازخوان را فراهم می‌کند. از نظر ساختاری شباهت بین عراق و نهیب بسیار است و در بسیاری از اجراهای معاصر این دو گوشه با هم مخلوط شده‌اند. یکی از تفاوت‌های عراق و نهیب در آن است که در گوشهٔ عراق ملودی به درجهٔ یازدهم ماهور نیز ورود می‌کند.
مُحَیِّر
این گوشه در واقع تنها یک فراز بالارونده است که از درجهٔ چهارم ماهور شروع می‌شود و با استفاده از یک توالی پی‌درپی که هر بار یک درجه بالاتر تقلید می‌شود، به درجهٔ هشتم ماهور می‌رسد.
آشور
این گوشه با نام آشور آوند نیز شناخته می‌شود و در واقع اوجی بر اوج ماهور است. در این گوشه ملودی باز بیشتر اوج می‌گیرد و به درجهٔ دوازدهم ماهور نیز وارد می‌شود. در حقیقت، در این گوشه ملودی بین درجه‌های هشتم تا دوازدهم محدود می‌شود؛ لذا، می‌توان درجهٔ هشتم ماهور را نت ایست آن و درجهٔ یازدهم را نت آغاز و نت شاهد آن نیز دانست. اجرای آشور گذراست و به مثابه اوجی در دل گوشهٔ عراق است. پس از این گوشهٔ کوتاه، ملودی دوباره به فضای عراق و نهیب بازمی‌گردد تا زمینهٔ فرود به محور اصلی دستگاه فراهم شود. پس از آن نیز گوشه‌های راک اجرا می‌شوند که به علت تعدد، در بخش مخصوص خود توضیح داده شده‌اند. در برخی ردیف‌ها گوشهٔ بسته‌نگار نیز پس از گوشهٔ آشورآوند آورده شده‌است.
اصفهانک
گوشهٔ کوچکی است که شاهد آن درجهٔ هشتم ماهور است اما درجهٔ دهم ماهور در آن نیم‌پرده بمتر می‌شود و در نتیجه این گوشه در فضای صوتی بیات اصفهان اجرا می‌شود. این گوشه، مقدمه‌ای برای ورود به گوشه‌های راک نیز هست.

### گوشه‌های راک
خانواده گوشه‌های راک شامل راک هندی، راک کشمیر، راک عبدالله و برخی گوشه‌های مرتبط دیگر است. این باور وجود دارد که نام «راک»، از راگا در موسیقی هندی ریشه می‌گیرد؛ به خصوص که نام دو گوشهٔ راک کشمیر و راک هندی به مناطقی در سرزمین هندوستان اشاره دارد. نام گوشهٔ «راک عبدالله» احتمالاً نشان‌دهندهٔ رابطهٔ آن با میرزاعبدالله است اما از آنجا که نام آن در ردیف آقا حسینقلی هم آمده و میرزاعبدالله هم فردی وارسته بود، لطفی حدس می‌زند که شاید نام این گوشه در واقع به ابا عبدالله (از القاب امام سوم شیعیان) اشاره دارد و شاهد آن را گوشهٔ «حسینی» می‌داند. از سوی دیگر، در مراسم تعزیه وصف حال عبدالله بن حسن با راک عبدالله اجرا می‌شود. گوشه‌های راک گسترهٔ صوتی زیادی (تقریباً به اندازهٔ تمام دستگاه ماهور) دارند و به دلیل فرود مشکلشان، از نظر اجرا دشوار هستند.
بیشتر مشخصات گوشه‌های راک شبیه به گوشه‌های نهیب و عراق است؛ با دو تفاوت عمده: درجهٔ ششم ماهور در راک ربع پرده بمتر می‌شود و درجهٔ هفتم ماهور نت متغیر نیست. به این ترتیب، این نت ششم تغییریافته نت آغاز گوشه است؛ درجهٔ هشتم ماهور نت شاهد است و درجهٔ پنجم ماهور نت ایست است. علی‌رغم شباهت کلی مُد گوشه‌های راک با گوشه‌های نهیب و عراق، تغییر همین دو درجه برای تفاوت فضای موسیقایی آن‌ها کافی است و تشخیص آن‌ها از یکدیگر را آسان می‌کند. همین تفاوت‌ها باعث می‌شود که در فاصلهٔ درجات پنجم تا نهم ماهور، گوشه‌های راک از نظر فواصل با دستگاه چهارگاه مطابق شوند؛ چیزی که در گوشه‌های نهیب و عراق شنیده نمی‌شود. فرهاد فخرالدینی این گوشه‌ها را بیشتر با فواصل بیات اصفهان منطبق می‌داند.
در گوشهٔ راک کشمیر، درجهٔ هشتم ماهور علاوه بر این که نت شاهد است، نت آغاز گوشه نیز هست. تمرکز این گوشه بر فضای صوتی اوج دستگاه است.
در اجرای دستگاهی ماهور گوشهٔ راک هندی معمولاً آخرین گوشه‌ای است که پیش از فرود به درآمد ماهور اجرا می‌شود. راک هندی نیز بر درجهٔ هشتم ماهور و فضای اوج دستگاه تمرکز دارد اما در راک هندی درجهٔ دهم ماهور دیگر پایین آورده نمی‌شود و بکار می‌شود و از این جهت مثل درجهٔ سوم ماهور می‌شود (یعنی فضای صوتی دانگ سوم و دانگ اول یکسان می‌شود) و این زمینهٔ بازگشت به محور اصلی ماهور را فراهم می‌آورد. مشخصهٔ دیگر این گوشه استفاده از ضرب‌آهنگ همیولا است که ترکیبی از 6
4 و 3
2 است و از این رو این گوشه به صورت ضربی اجرا می‌شود. گسترهٔ صوتی راک هندی یک فاصلهٔ دوازدهم است (چنین درجه‌ای از گستردگی صوتی در گوشه‌های ردیف نادر است)؛ درجهٔ پنجم ماهور نت آغاز آن و درجهٔ هشتم ماهور نت ایست آن است. در راک هندی درجهٔ هشتم ماهور نت شاهد نیست و تأکید ملودی روی هر دو درجهٔ هشتم و نهم است. در پایان راک هندی، فرودی به دانگ اول ماهور صورت می‌پذیرد. در ضمن، این فرود، درجهٔ ششم ماهور هم بکار می‌شود تا بازگشت به محور اصلی ماهور کاملاً ملموس باشد.

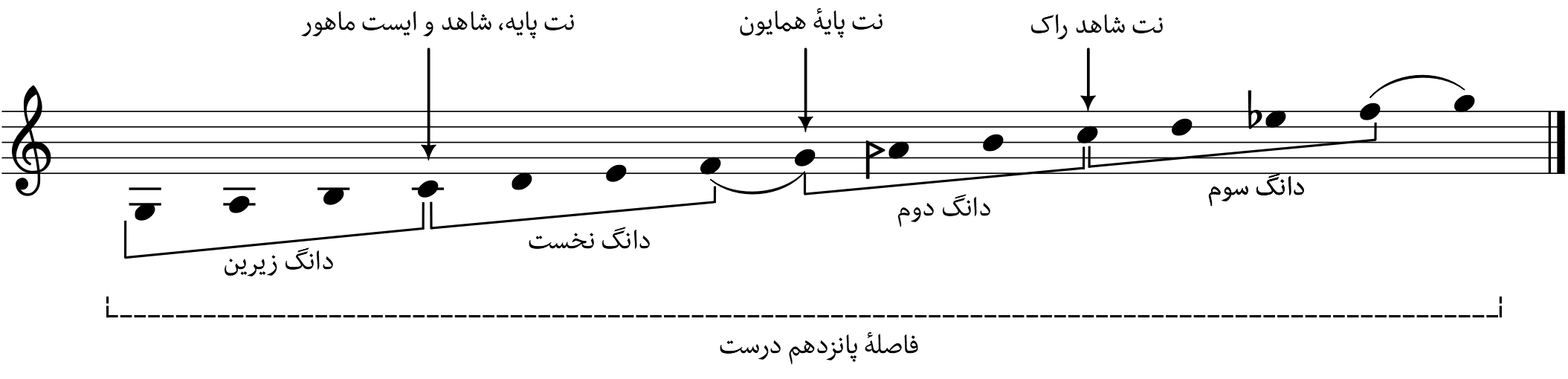
گسترهٔ صوتی دستگاه ماهور با در نظر گرفتن گوشه‌های راک

پس از اجرای گوشه‌های راک و بازگشت به محور اصلی ماهور، اجرای دستگاه با استفاده از گوشه‌های مختلفی در فضای درآمد ماهور به پایان می‌رسد. این گوشه‌ها شامل مثنوی (که نامش تنها به قالب شعری که در آن به آواز خوانده می‌شود، اشاره دارد)، چهارمضراب یا رِنگ باشد. فخرالدینی به نقل از ردیف موسی معروفی از گوشه‌های ساقی‌نامه، صوفی‌نامه و کشته نیز نام می‌برد و توضیح می‌دهد که در اصل همهٔ این‌ها یک آهنگ هستند که ساقی‌نامه در ماهور، صوفی‌نامه در همایون و اصفهان و کشته در پرده‌های شکسته یا افشاری اجرا می‌شود. در این گوشه‌ها شعری بر وزن «فعولن فعولن فعولن فعول» (که در عروض با نام «بحر متقارب» شناخته می‌شود) خوانده می‌شود؛ شاهنامهٔ فردوسی نیز بر همین وزن است و از این رو این وزن را حماسی یا رزمی می‌دانند اما حافظ نیز ساقی‌نامه‌هایی با مفاهیم عرفانی بر همین وزن سروده‌است. گوشهٔ «حَربی» نیز (که نامش به معنای «رزمی» است) از همین جنس است و بیشتر برای موسیقی رزمی و زورخانه‌ای به کار گرفته می‌شود. حسن ختام اجرای ماهور نیز (مانند اجرای دستگاه‌های دیگر) معمولاً یک رِنگ است که رنگ شهرآشوب نمونه‌ای از آن است.

## احساس
دستگاه ماهور دارای احساس «شجاعت، شادی و امیدواری» توصیف شده‌است. آواز ماهور آوازی «باوقار» توصیف شده که خواننده با انتخاب شعر مناسب می‌تواند به آن «ابهت» بدهد. با این حال، داریوش صفوت از فرامرز پایور نقل می‌کند که برخی از گوشه‌های ماهور حال و هوای ناامیدی و حتی عذاب را تداعی می‌کنند.
بیشتر گوشه‌های ماهور حالتی شاد دارند و برای اجرای مارش‌های پرهیجان یا قطعه‌های طرب‌انگیز به کار می‌روند. گوشه‌های دلکش و شکسته به دلیل داشتن ریزپرده حالت «شرقی‌تری» دارند و قطعه‌های غم‌انگیزتر در آن‌ها اجرا می‌شوند. به عقیدهٔ روح‌الله خالقی از آنجا که موسیقی ایران به سمت قطعه‌های غم‌انگیز گرایش پیدا کرده‌است، اجرای موسیقی در دستگاه ماهور نیز رواج چندانی ندارد و قطعه‌های بیشتری را می‌توان در آوازهای مشتق از دستگاه شور یا در دستگاه‌های سه‌گاه و چهارگاه شنید.

## نمونه‌ها
تصنیف «مرغ سحر» ساختهٔ مرتضی نی‌داوود روی شعری از محمدتقی بهار که اولین بار توسط جلال تاج اصفهانی و پس از آن توسط خوانندگان بسیاری (از جمله قمرالملوک وزیری و محمدرضا شجریان) بازخوانی شده‌است، یکی از نمونه‌های شاخص در دستگاه ماهور است.
تصنیف «ز من نگارم» ساختهٔ درویش‌خان با شعر محمدتقی بهار نیز در دستگاه ماهور است. نمونهٔ معروف دیگری در ماهور، تصنیف «سپیده» از محمدرضا لطفی با شعر هوشنگ ابتهاج و آواز محمدرضا شجریان است. این تصنیف در زمان انقلاب اسلامی ایران ساخته شد و در شب انقلاب از رادیوی ایران پخش شد و به همین جهت با موضوع انقلاب و حس وطن‌دوستی گره خورده‌است. در موسیقی متن فیلم دلشدگان ساختهٔ علی حاتمی، تصنیفی به همین نام وجود دارد که حسین علیزاده آن را آهنگسازی کرده و محمدرضا شجریان خوانده‌است. این تصنیف که بعداً در قالب آلبومی به همین نام نیز منتشر شد، در گوشهٔ عراق دستگاه ماهور است. تصنیف «آهنگ وفا» از آلبومی همنام که آن نیز از خوانده‌های محمدرضا شجریان است، در گوشه‌های راک اجرا شده‌است.
از آلبوم‌هایی که در دستگاه ماهور هستند، می‌توان به آلبوم سرو چمان با صدای محمدرضا شجریان و آلبوم یادگار دوست با آهنگسازی کامبیز روشن‌روان و آواز شهرام ناظری اشاره کرد. ترانهٔ فولکلور «بارون بارونه» نیز در دستگاه ماهور است. اجرای بیژن بیژنی از این ترانه مشهور است. بعدها ویگن نیز این ترانه را در آلبومی به همین نام خواند و منتشر کرد.
به گفتهٔ محمدرضا شجریان، دستگاه ماهور به طور خاص در موسیقی محلی کردستان و لرستان رواج دارد.
تصنیف‌هایی که در دستگاه ماهور ساخته شده‌اند، ممکن است از درجه‌های مختلف این دستگاه آغاز شوند. برای مثال تصنیف ز من نگارم از درجهٔ اول، تصنیف نوایی نوایی از درجهٔ دوم، تصنیف سرو چمان از درجهٔ سوم، تصنیف «نگاه گرم تو» (با مطلع «زندگی بی چشم تو رنج و عذابه») ساختهٔ فرامرز پایور و با آواز عبدالوهاب شهیدی از درجهٔ چهارم، تصنیف ز من نگارم از درجهٔ پنجم، و تصنیف «اگر مستم من» (از آلبوم معمای هستی محمدرضا شجریان) از درجهٔ ششم دستگاه ماهور آغاز می‌شوند. تنها استثنا درجهٔ هفتم ماهور است که معمولاً نت شروع تصانیف نیست. شروع از درجات دیگر نیز ممکن است، چنانکه تصنیف قدیمی «ز دست محبوب» که محمدرضا شجریان نیز در آلبوم شب وصل آن را بازخوانی کرده، از درجهٔ چهارم زیرپایه شروع می‌شود و سپس به نت پایه و بعد درجهٔ پنجم ماهور جهش می‌کند. تصنیف «می زده شب» از ساخته‌های پرویز یاحقی با شعری از بیژن ترقی و آواز مرضیه نیز از درجهٔ هشتم ماهور شروع می‌شود و با یک روند نزولی به درجه‌های پایین‌تر می‌آید.

## موسیقی عربی
در موسیقی عربی مقامی به نام ماهور وجود دارد که یک مقام فرعی و از مشتقات مقام راست دانسته می‌شود. مقام ماهور از دو جنس تشکیل می‌شود که عبارتند از: جنس راست و جنس عَجَم. به نت پایه در این گام‌ها اصطلاحاً «قرار» یا «اساس» گفته می‌شود و عموماً همان نتی است که ملودی به آن بازمی‌گردد و در آن متوقف می‌شود (نت ایست). مقام عجم در قرائت قرآن نیز به کار گرفته می‌شود و نغمهٔ ماهور در آن نقش اصلی را ایفا می‌کند. نام «بیات عجم» نیز برای این مقام به کار می‌رود. جنس «عجم» از نظر فواصل، با گام ماژور غربی منطبق است، و به این ترتیب مقام ماهور در موسیقی عربی با دستگاه ماهور در موسیقی ایرانی مرتبط است.

## یادداشت
1. ↑  محمدتقی بهار نمونهٔ وخیم‌تری از این سوء تفاهم را ذکر کرده که در آن برخی از طرفداران موسیقی قدیم تصور می‌کردند که تمام موسیقی غرب از دستگاه ماهور موسیقی ایرانی منشعب شده؛ چرا که تمام پیانوها دارای کوک ماژور هستند.[۶]
2. ↑  جرجانی در شرح الأدوار صفی‌الدین ارموی توضیح داده که از بین ۸۴ دور ملایمی که ارموی تعریف کرده، ۴۴ دور ملایم‌تر از بقیه هستند که این شامل ۱۲ مقام اصلی و ۳۲ مقام دیگر می‌شود که به این شرح از آن‌ها نام برده‌است: صبا، عذرا، دوستکانه، معشوق، خوش‌سرا، خزان، نوبهار، وصال، گلستان، غمزده، مهرگان، دلگشا، بوستان، زنگوله، مجلس‌افروز، نسیم، جان‌افزا، محیر، حجازی، زنده‌روز، عراق، زیرافکند کوچک، مزدکانی، نهفت، اصفهانک، غزال، وامق، نوروز عرب، ماهوری، فرح، بیضا، خضرا.[۱۱] درجه‌های مقام «ماهوری» کاملاً با گام بزرگ موسیقی غربی مطابق هستند.[۱۲]
3. ↑  از دیگر ردیف‌دانانی که معتقدند دستگاه ماهور در اصل از گوشهٔ گشایش شروع می‌شده، می‌توان به حاتم عسگری اشاره کرد.[۳۸]
4. ↑  فرود به آن قسمت از موسیقی گفته می‌شود که در آن از یک گوشهٔ دیگر به گوشهٔ درآمد بازگشت می‌شود.